# Femsjö kyrka
Femsjö kyrka är en kyrka i Femsjö församling i Växjö stift och i Hylte kommun i Hallands län (Småland).
Delar av kyrkans murar och några inventarier är från medeltiden, men dess huvudsakliga utseende dateras till 1700-talet. Dess exakta ålder kan inte anges. 

## Historia
Gränsen mellan Halland, som fram till 1600-talet var danskt, och det svenska Småland gick nära kyrkan. Detta gjorde att kyrkan led hårt under de svensk–danska krigen, särskilt under nordiska sjuårskriget, 1563-1570.  Utvändigt skadades exteriören av kanonkulor och dylikt, och inuti kyrkan användes byggnaden som exempelvis stall åtskilliga gånger. I värsta fall brandhärjades kyrkan i samband med krigen.  
Socknen led hårt under den här tiden. Människor var ständigt rädda och oroade, och trakten var praktiskt taget ödelagd.  
I och med frederna i Brömsebro och Roskilde blev Halland svenskt och befolkningen i Femsjö ökade. De var fast beslutna om att återuppbygga kyrkan igen. Mellan åren 1734-1749 renoverades kyrkan grundligt, och fick sitt nuvarande utseende. 
Exteriören är en blandning på grund av byggnadens historia. Det finns spår av den romanska stilepoken med den runda porten och valvformade fönster, men också från barocken, den stilepok under vilken kyrkan renoverades med det putsade murverket och tornpartiet.

## Inventarier
Tre inventarier finns bevarade från medeltiden. Åldern på Femsjö kyrkas inventarier varierar från medeltiden till modern tid.
Det mesta av utsmyckningen är daterad till 1700-talet. Altaruppsatsen och predikstolen är båda tillverkade av bildhuggaren Sven Segervall. Altaruppsatsen är från 1726, och predikstolen är från 1744. Predikstolen är av trä, och har fem skulpturer föreställande de fyra evangelisterna, Lukas, Matteus, Markus och Johannes, samt Salvator Mundi, som betyder världens frälsare. 
Altaruppsatsen är även den tillverkad i trä, och består av fyra olika delar: 
1. Predella; två pelare med utsmyckning. Banderoll med texten: ”Jag skal utgiuta min anda öfwer alt kiott.”
2. Två sidstycken prydda med bladdekorativ.
3. Överstycke med änglahuvud.
4. I mitten ett krucifix placerat med I.N.R.I- tavla och texten: ”Thet är fullkomnat”

Orgeln invigdes 18 februari 1962. Fasaden är tredelad. Fasadpiporna till de yttre verken är av koppar, mittpartiet är av tenn. Orgeln är byggd av Frederiksborg Orgelbryggeri, och en beräknad kostnad är 55 000 kronor.

Dopfunten är daterad från 1200-talet. Den är tillverkad av granit. Men dess funktion har ändrats genom historien. Vid byggen på taket fick den agera förvaringskärl för tjära. Men så sent som 1929 beslutades det att restaurera dopfunten. Lösningen blev att man fick hugga om den för att på det viset göra den fri från tjäran. 1942 återinvigdes den och används nu med sin rätta funktion.
Apokalyptisk Madonna med barnet, stående på månskära, skuren i trä, finns i kyrkan, samt en fragmentarisk relief i trä av ett kvinnligt helgon. Båda är daterade till tidigt 1500-tal.'

### Orgel
- 1751 byggde Christian Agrelius en orgel med 8 stämmor.[2]
- 1801 byggde Lars Strömblad en orgel med 8 1/2 stämmor.
- 1913 byggde Emil Wirell, Växjö en orgel med 9 stämmor.
- Orgeln invigdes 18 februari 1962. Fasaden är tredelad. Fasadpiporna till de yttre verken är av koppar, mittpartiet är av tenn. Orgeln är byggd av Frederiksborgs Orgelbyggeri, Hilleröd, Danmark, och en beräknad kostnad är 55 000 kronor. Orgeln är mekanisk.

| Huvudverk I   | Svällverk II      | Pedal        | Koppel |
| Rörflöjt 8´   | Gedakt 8´         | Subbas 16´   | I/P    |
| Principal 4´  | Flöjt 4´          | Principal 8´ | II/P   |
| Valdflöjt 2'  | Svegel 1'         | Oktava 4'    | II/I   |
| Mixtur 3 chor | Krumhorn 8'       |              |        |
|               | Crescendosvällare |              |        |

### Takmålningarna
Takmålningarna målades 1749 av Peter Edberg från Jönköping. Edberg var korpral, och hade måleriet som en extrainkomst vid sidan av militärtjänsten. Men han var tillräckligt duktig för att kunna satsa helhjärtat på det. Han var snabb på att måla, det tog honom bara två månader att göra färdigt taket. 
Motiven till målningarna utvaldes av dåvarande kyrkoherde Magnus Bolin. Inspirationen hade Edberg fått av tyska kopparstick. År 1912 restaurerades målningarna, då färgen var på väg att försvinna.
En av målningarna är föreställande djävulen som kidnappar kvinnor i nöd. Uppe i himlen skiner Guds allsmäktighet ner, vilket symboliserar att Han kommer till undsättning.
En annan är ett porträtt av en ängel med texten "Står upp för döden och kommer inför domen". Det betyder ungefär att man ska möta döden i vitögat och förbereda sig inför stunden då man döms till himmel eller helvete.
”The Trognas Kröning”. Symboliken med denna bilden är hur människor som vandrat en hård väg i livet äntligen får komma till paradiset. Och Jesus Kristus som kröns med livets eviga krona.  
”Geriigheten”. Bilden föreställer en kassakista, framför den en människa. En demon är på höger sida som räcker ut en hand för att dra människan på sin sida, medan Gud tar ut en hand från vänster sida för att rädda människan. Denna bild symboliserar girighet, kassakistan representerar alla materiella ting på jorden, som djävulen har som vapen för att få människan på sin sida. Men Gud räcker ut sin hand för att rädda människan från girighetens förbannelse.

### Kyrkklockorna
Det finns två klockor, en storklocka och en lillklocka. De är nästan tillverkade samtidigt, storklockan är från 1681 och lillklockan från 1663. Båda är gjorda av malm och är tillverkade av klockgjutare Arfvid Larsson från Jönköping, vilket man kan avläsa på storklockan.
Primklockan härstammar från den katolska tiden. Den är tillverkad av malm. Dess tidigare funktion var att prästen skulle ringa i primklockan, när han gjorde denna handling var det dags för klockaren att ringa i tornklockorna. Numera används den också, fast i ett helt annat syfte, som symbol vid dop.

## Galleri

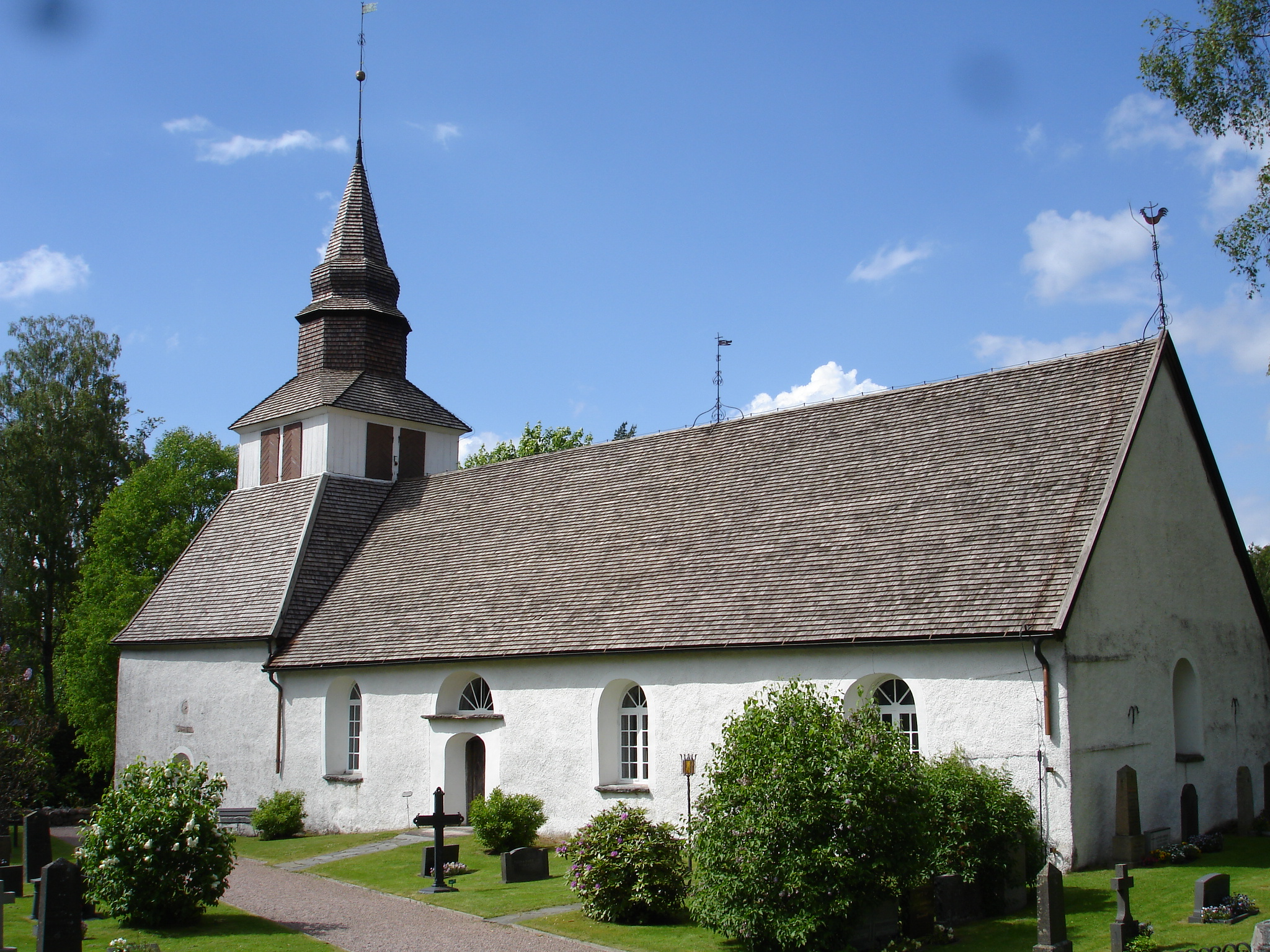
Exteriör
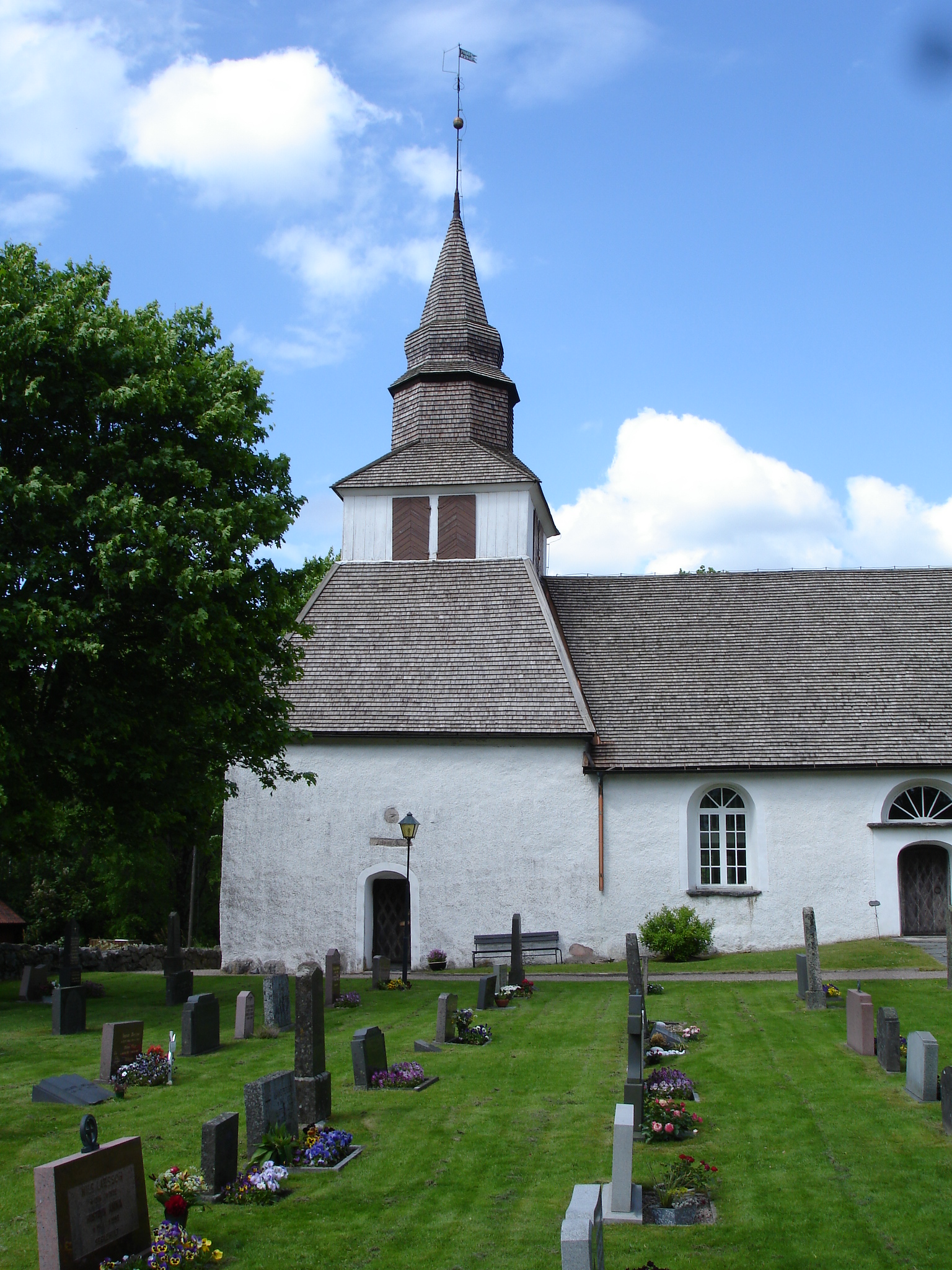
Tornet
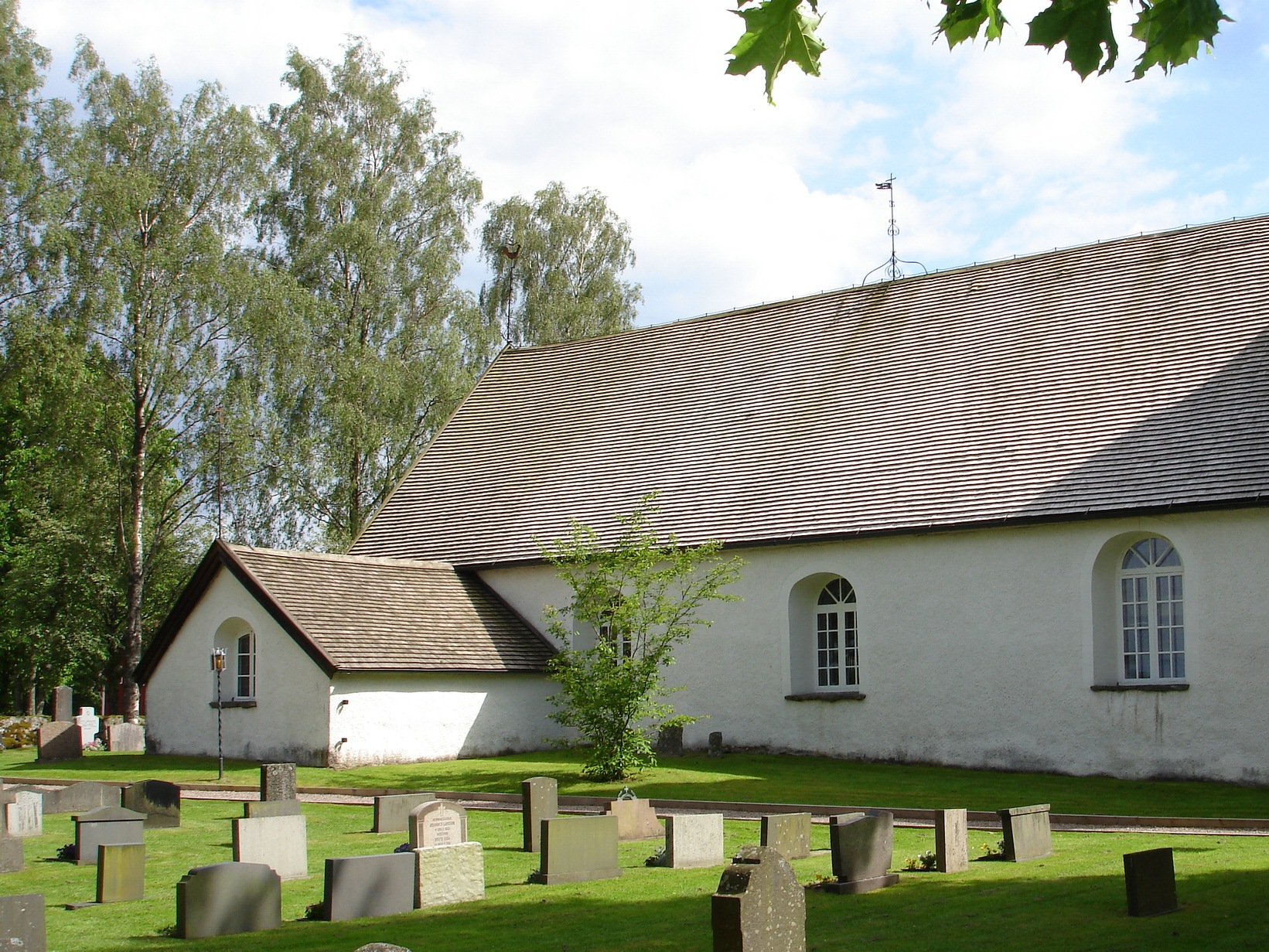
Sakristia åt norr
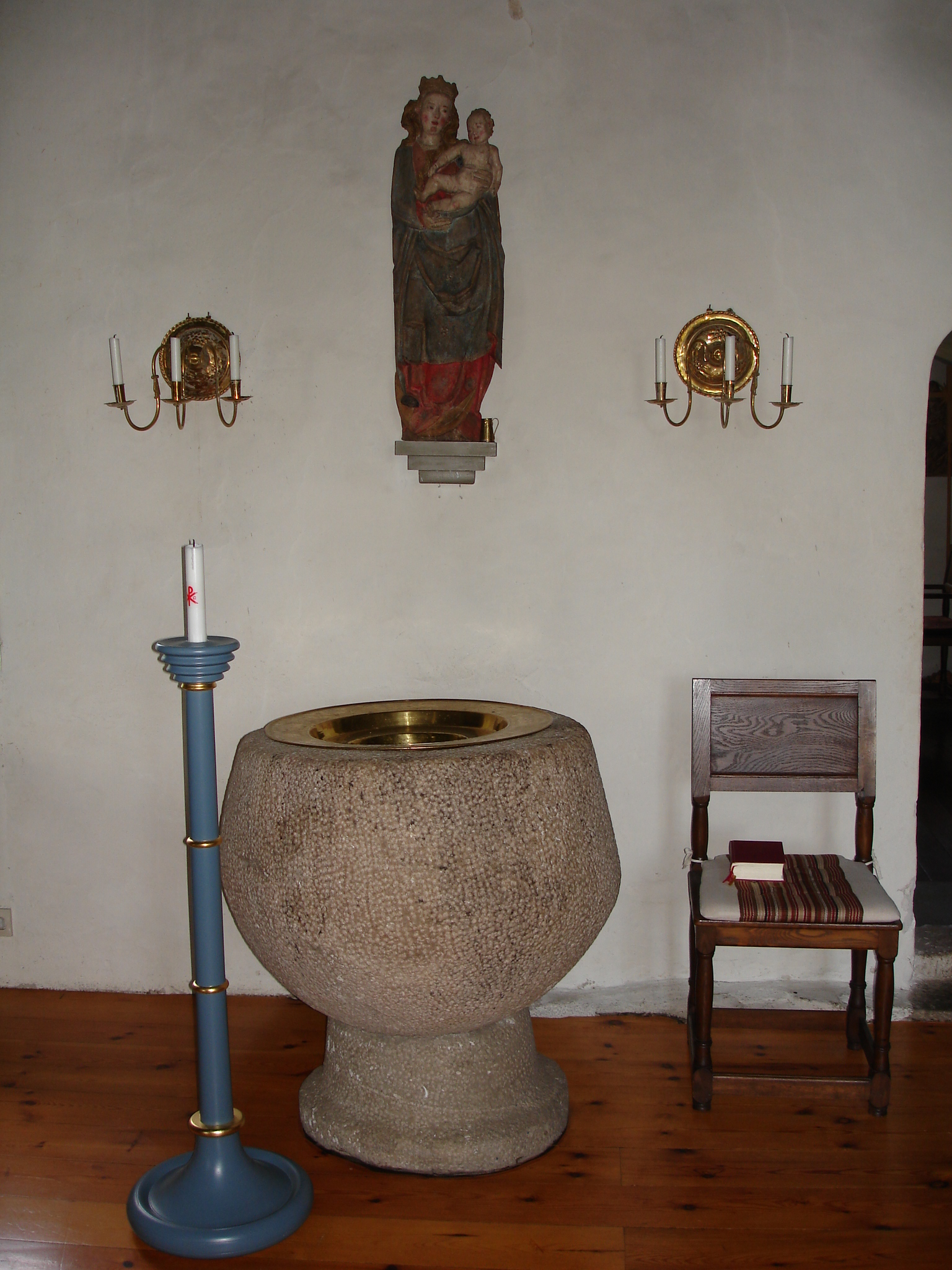
Dopfunt i granit, 1200-talet
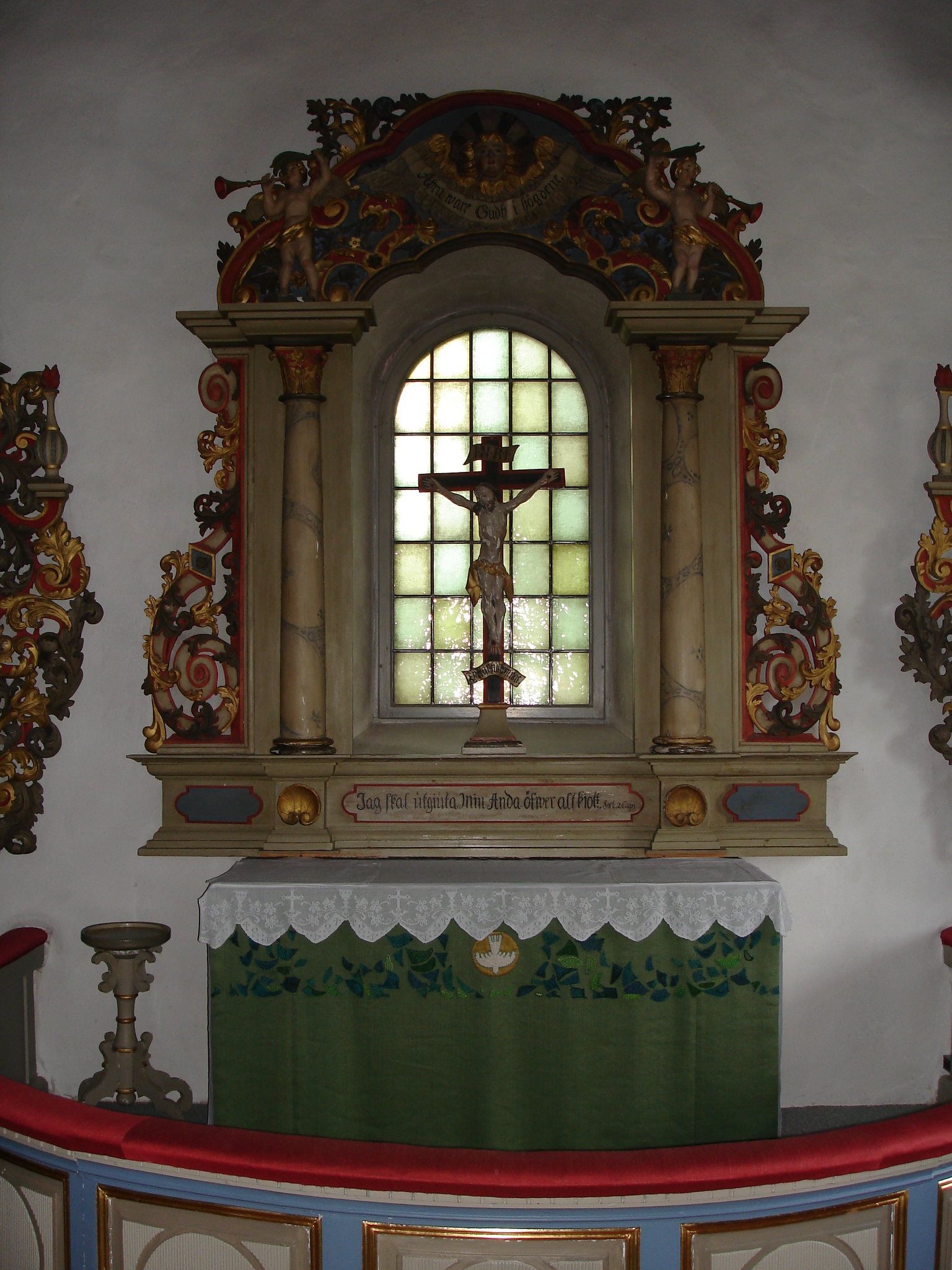
Altaruppsats från 1726, Sven Segervall
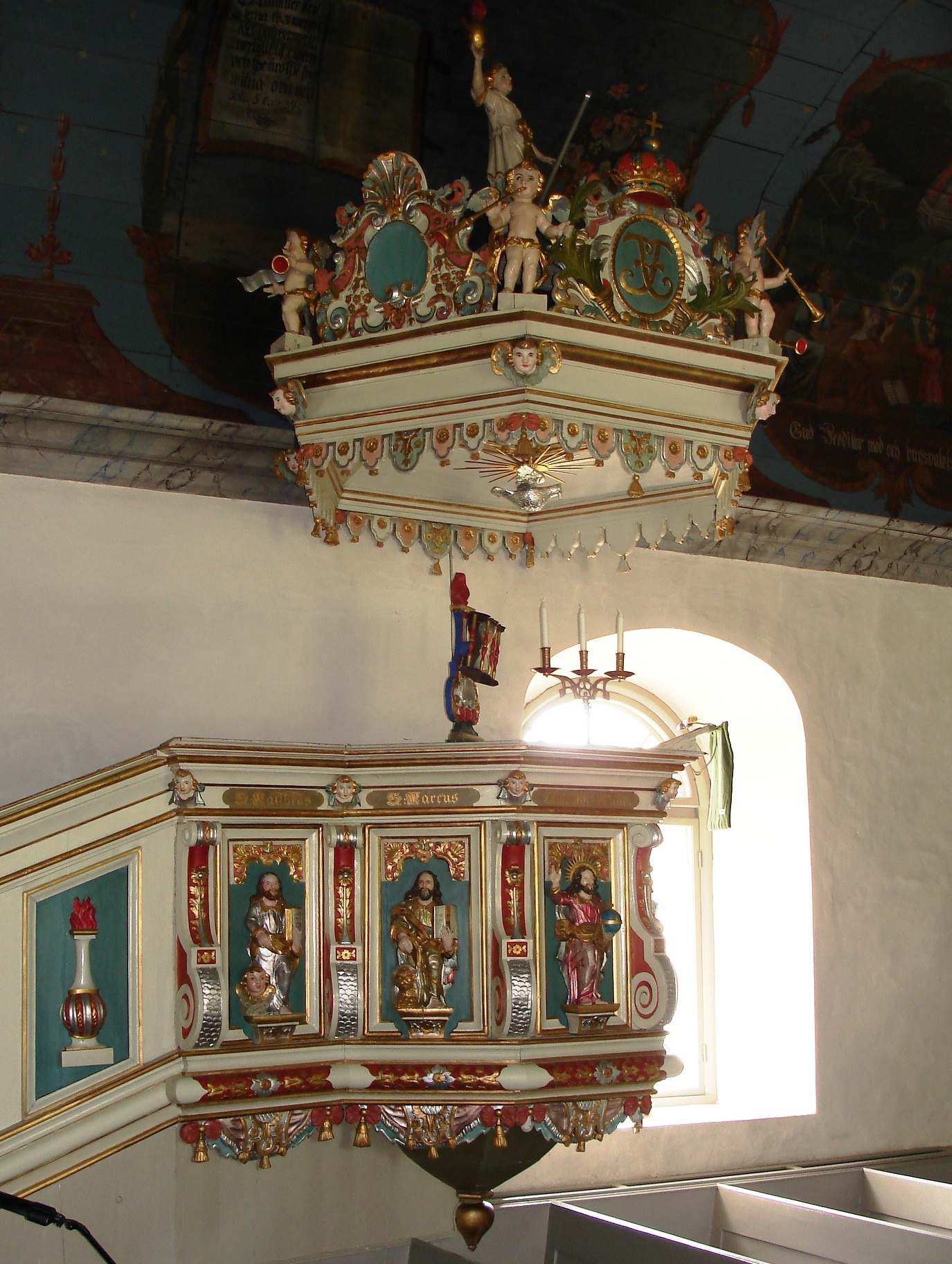
Predikstol från 1744, Sven Segervall